# Inosperma cookei
A Inosperma cookei é uma espécie de fungo da família  Inocybaceae. Foi descrita pela primeira vez em 1892 por Giacomo Bresadola e recebeu esse nome em homenagem a Mordecai Cubitt Cooke. A espécie é encontrada na Europa, Ásia e América do Norte. Produz pequenos cogumelos de cor ocre, com um umbo proeminente, fibras no píleo e um bulbo característico na base do estipe. Cresce no solo de florestas mistas e é encontrado no verão e no outono, embora não seja comum. Ecologicamente, ela se alimenta por meio de ectomicorrizas. A Inosperma cookei foi descrita como tóxica e não tóxica, mas, de qualquer forma, não é recomendada para consumo.

## Taxonomia e filogenia
|  | I. maculatum f. fulvum |
|  |                        |
|  | I. maculatum           |
|  |                        |

|  | I. cookei     |
|  |               |
|  | I. quietiodor |
|  |               |

|  | I. rhodiolum  |
|  |               |
|  | I. adaequatum |
|  |               |
|  | I. erubescens |
|  |               |

|  | I. maculatum f. fulvum |
|  |                        |
|  | I. maculatum           |
|  |                        |

|  | I. cookei     |
|  |               |
|  | I. quietiodor |
|  |               |

|  | I. rhodiolum  |
|  |               |
|  | I. adaequatum |
|  |               |
|  | I. erubescens |
|  |               |

|  | I. maculatum f. fulvum |
|  |                        |
|  | I. maculatum           |
|  |                        |

|  | I. cookei     |
|  |               |
|  | I. quietiodor |
|  |               |

|  | I. rhodiolum  |
|  |               |
|  | I. adaequatum |
|  |               |
|  | I. erubescens |
|  |               |

|  | I. maculatum f. fulvum |
|  |                        |
|  | I. maculatum           |
|  |                        |

|  | I. cookei     |
|  |               |
|  | I. quietiodor |
|  |               |

|  | I. rhodiolum  |
|  |               |
|  | I. adaequatum |
|  |               |
|  | I. erubescens |
|  |               |

A Inosperma cookei foi descrita pela primeira vez por Giacomo Bresadola em 1892 como Inocybe cookei; o epíteto específico cookei homenageia o micologista britânico Mordecai Cubitt Cooke. Os micologistas J. Stangl e J. Veselský descreveram a Inocybe kuthanii em 1979, que mais tarde foi descrita como uma variedade da Inocybe cookei (Inocybe cookei var. kuthanii) por Thom Kuyper em 1986, mas a base de dados MycoBank agora lista ambos os nomes como sinônimos da I. cookei.
Dentro de Inocybe, ela foi colocada dentro do subgênero Inosperma e foi anteriormente categorizada dentro da seção Rimosae. No entanto, a análise filogenética mostrou que a seção Rimosae, como anteriormente definida, não forma um grupo monofilético (ou seja, não descende de um único ancestral), e as espécies anteriores de Rimosae são melhor agrupadas em dois clados, Maculata e Rimosae. A análise filogenética colocou a espécie no clado Maculata. Outras espécies que se juntam a I. cookei no clado Maculata incluem I. maculata, I. quietiodor, I. rhodiola, I. adaequata e I. erubescens.
Um estudo filogenético multigênico de 2019, realizado por Matheny e colegas, constatou que I. cookei e suas parentes no subgênero Inosperma estavam relacionadas distantemente dos outros membros do gênero Inocybe. Inosperma foi elevada à categoria de gênero e a espécie tornou-se Inosperma cookei.

## Descrição
O píleo é cônico ou em forma de sino com 2 a 5 cm de diâmetro. À medida que os cogumelos envelhecem, o píleo fica mais plano e um umbo se torna proeminente. A margem do píleo frequentemente racha em direção ao centro. O píleo é de cor ocre e a superfície é coberta por fibras longas. As fibras sedosas cobrem o píleo de forma espessa, começando no centro e se estendendo até a margem. A espécie tem um estipe esbranquiçado ou ocre de 3 a 6 cm de altura por 0,4 a 0,8 cm de espessura. Há um bulbo marginado distinto na base do estipe e não há anel. A carne é branca, tornando-se amarela com a maturidade. Os basidiomas têm lamelas adnexas bem compactadas (lamelas que estão presas ao estipe apenas em parte de sua profundidade). As lamelas dos cogumelos novos são esbranquiçadas, depois se tornam um ocre pálido tingido de cinza antes de se tornarem amarelo canela.

### Características microscópicas
A Inosperma cookei deixa uma esporada marrom-esfumaçada. Os esporos em si são em forma de feijão, medindo de 5,5 a 10 por 4 a 6 μm . As paredes dos esporos têm cerca de 0,5 μm de espessura e podem ser lisas ou levemente enrugadas, e há uma depressão distinta logo acima do hilo (a cicatriz onde o esporo já esteve preso ao basídio). Os basídios têm quatro esporos e os queilocistídios, de paredes finas e bordas brancas, têm formato de pera.

### Espécies semelhantes
A espécie pode ser diferenciada da semelhante I. praetervisa por seus esporos; a última "tem esporos irregulares e rugosos". A Inocybe rimosa também é semelhante em aparência; a I. cookei, mais rara, pode ser diferenciada pelo cheiro de mel e pelo bulbo marginado. A coloração, bem como o estipe grosso com um bulbo, são características compartilhadas por duas espécies de Inocybe: I. mixtilis e I. cryptocystis. Outra Inocybe perfumada é a I. pyriodora, que tem um odor que lembra canela ou peras maduras em espécimes maduros; ao contrário da I. cookei, ela não tem um bulbo na base do estipe e fica com uma cor avermelhada quando manuseada ou com a maturidade.

## Habitat e distribuição
O Inosperma cookei é um cogumelo ocasional a frequente, encontrado crescendo em florestas mistas no solo. É ectomicorrízico e cresce do verão ao final do outono, solitariamente ou em grupos. Foi registrado na Europa, Rússia, China, México, e Estados Unidos.

## Toxicidade e comestibilidade
O cogumelo Inosperma cookei foi descrito como venenoso devido à presença de compostos de muscarina e não tóxico. O consumo de cogumelos que contêm compostos de muscarina pode levar a vários efeitos fisiológicos, incluindo: salivação excessiva, lacrimejamento, micção ou defecação descontrolada, problemas gastrointestinais e vômito; esse conjunto de sintomas também é conhecido como síndrome colinérgica. Outros possíveis efeitos incluem queda da pressão arterial, sudorese e morte por insuficiência respiratória. A carne do cogumelo tem um sabor suave e um leve odor de mel. Independentemente de sua toxicidade ou comestibilidade real, ele é considerado "melhor evitar".

## Links externos
- Inosperma cookei em Index Fungorum
- Imagens em Mushroom Observer